# Jashpur (Stadt)
Jashpur ist eine Stadt im indischen Bundesstaat Chhattisgarh.
Die Stadt ist Hauptort  des Distrikts Jashpur. Jashpur hat den Status einer Municipality. Die Stadt ist in 19 Wards gegliedert. Sie hatte am Stichtag der Volkszählung 2011 25.422 Einwohner.